# Harrington Prize for Innovation in Medicine
Der Harrington Prize for Innovation in Medicine ist eine Auszeichnung der American Society for Clinical Investigation (ASCI) und des Harrington Discovery Institute an den University Hospitals of Cleveland, den Universitätskrankenhäusern der Case Western Reserve University.
Der Preis ist mit 20.000 US-Dollar dotiert und wird seit 2014 vergeben. Zusätzlich hält der Preisträger eine Ehrenvorlesung auf dem gemeinsamen Jahrestreffen von ASCI und Association of American Physicians (AAP) und wird mit einem Aufsatz im Journal of Clinical Investigation vorgestellt. Der Preis soll forschende Ärzte ehren, die die Wissenschaft mit „innovativen, kreativen und potentiell klinisch anwendbaren“ Ergebnissen vorangebracht haben.

## Preisträger
- 2014 Harry Dietz
- 2015 Douglas R. Lowy
- 2016 Jeffrey M. Friedman
- 2017 Daniel J. Drucker, Joel F. Habener, Jens J. Holst
- 2018 Helen H. Hobbs
- 2019 Carl H. June
- 2020 Stuart H. Orkin
- 2021 Warren J. Leonard, John J. O’Shea
- 2022 James Crowe, Michel Nussenzweig
- 2023 Jean Bennett, Albert Maguire
- 2024 Arlene Sharpe
- 2025 Owen N. Witte[1]